# Oriini Kaipara
Pour les articles homonymes, voir Kaipara.
Oriini Kaipara est une journaliste néo-zélandaise. Elle est la première personne en Nouvelle-Zélande avec un tā moko (un tatouage traditionnel permanent des Māoris) à présenter un bulletin d'information grand public en novembre 2019, puis à présenter le journal télévisé à une heure de grande écoute en décembre 2021. 

## Biographie
Orrini Kaipara est de descendance (iwi) Ngāti Awa, Ngāti Tūwharetoa, Ngāti Rangitihi et Ngāi Tūhoe. Elle parle anglais et te reo.
Elle commence sa carrière de journaliste en 2005. En 2017, elle fait la une de l'actualité car un test ADN montre qu'elle est complètement maori, bien qu'elle ait des ancêtres pakeha.  En 2018, elle gagne le prix Voyager de la meilleure reporter sur les affaires judiciaires maoris,. En janvier 2019, elle se fait tatouer un moko kauae sur le menton, « afin de se rappeler sa force et son identité comme femme Māori ». En novembre 2019, elle est la première personne en Nouvelle-Zélande avec un tā moko (un tatouage traditionnel permanent des Māoris) à présenter un bulletin d'information grand public, sur la chaîne TVOne,,,. Elle travaille ensuite pour la chaîne Newshub où elle présente le programme Newshub Live. En décembre 2021, elle est la première personne avec un moko kauae à présenter le journal télévisé à une heure de grande écoute,,, en remplacement de sa collègue en congé maternité.
Elle cite la journaliste de le télévision Māori Tini Molyneux comme inspiration et modèle. Elle indique que son objectif est d'encourager les gens à parler la langue māori et espère que son histoire puisse inspirer les jeunes Māoris. 